# Vladimir Semitchastny
Vladimir Iefimovitch Semitchastny (en russe : Владимир Ефимович Семичастный), né le 15 janvier 1924 à Grigorevka dans le gouvernement de Iekaterinoslav en Ukraine et mort le 12 janvier 2001 à Moscou, est le président du KGB de novembre 1961 jusqu'à avril 1967.

## Biographie
Vladimir Semitchastny a pour « parrain » en politique Alexandre Chélépine. Il est nommé à la tête des Komsomols en 1958-1959, où il succède à Alexandre Chélépine. Il fait parler de lui pour les insultes dont il abreuve Boris Pasternak lors de la remise de son prix Nobel en 1958 (« Même un porc ne fait pas dans son auge ! »). Son discours est diffusé sur la radio de Moscou. De 1959 à 1961, il est deuxième Secrétaire du CC du Parti communiste d'Azerbaïdjan[réf. souhaitée].
À l'âge de 37 ans, il succède à Chélépine à la présidence du KGB en novembre 1961. Il participe de manière active à l'éviction politique de Nikita Khrouchtchev en 1964. Au sujet de Lee Harvey Oswald qui a été suivi de près par le KGB, Vladimir Semitchastny déclare «Tout ce qui l’intéressait c’étaient les sauteries». En 1965, il tente de destabiliser le philosophe Grigory Pomeranz.
Vladimir Semitchastny tombe en disgrâce en avril 1967, à l'âge de 43 ans, au moment de la perte d'influence de son protecteur Chélépine, qui est écarté du pouvoir progressivement par Leonid Brejnev. Vladimir Semitchastny est remplacé par Iouri Andropov à la tête du KGB en mai 1967.
Vladimir Semitchastny décède des suites d'un accident vasculaire cérébral le 12 janvier 2001, trois jours avant ses 77 ans,.

## Autres fonctions
- Secrétaire du comité central de la fédération des jeunes ligues léninistes[7]